# Associazione Sportiva Calcio Viareggio 1959-1960
Questa voce raccoglie le informazioni riguardanti l'Associazione Sportiva Calcio Viareggio nelle competizioni ufficiali della stagione 1959-1960.

## Stagione
Settimo campionato di IV Livello. La dirigenza bianconera rivoluziona la rosa e allestisce una squadra in grado di lottare per le prime posizioni. Le speranze non andranno deluse. Il Viareggio ha un passo, che è difficile stargli dietro. Massese e Nuorese mollano. Il 29 maggio 1960, Le Zebre festeggiano l'agognata promozione in Serie C contro le Fiamme Oro Roma nel nuovissimo Stadio dei Pini. Un'attesa durata 11 anni.

## Rosa
| N. |                   | Ruolo | Calciatore                |
| -- | ----------------- | ----- | ------------------------- |
|    | Italia (bandiera) | D     | Mauro Balloni             |
|    | Italia (bandiera) | D     | Orlando Biagi             |
|    | Italia (bandiera) | A     | Claudio Bettella          |
|    | Italia (bandiera) | P     | Icilio Cavallini          |
|    | Italia (bandiera) | A     | Carlo Ceccotti            |
|    | Italia (bandiera) | D     | Raffaele Del Freo         |
|    | Italia (bandiera) | C     | Gianfranco Dell'Innocenti |
|    | Italia (bandiera) | C     | Luigi Francesconi         |
|    | Italia (bandiera) | C     | Umberto Giachetti         |
|    | Italia (bandiera) | D     | Carlo Alberto Giacomelli  |
|    | Italia (bandiera) | A     | Vinicio Magrini           |

| N. |                   | Ruolo | Calciatore         |
| -- | ----------------- | ----- | ------------------ |
|    | Italia (bandiera) | C     | Carlo Martini      |
|    | Italia (bandiera) | A     | Mauro Pardini      |
|    | Italia (bandiera) | D     | Enrico Pezzica     |
|    | Italia (bandiera) | D     | Domenico Ragone    |
|    | Italia (bandiera) | A     | Dario Venturi      |
|    | Italia (bandiera) | P     | Spartaco Palmerini |